# فرد إف. كافتان
فرد إف. كافتان هو سياسي أمريكي، ولد في 25 أغسطس 1916 في غرين باي في الولايات المتحدة، وتوفي في 9 نوفمبر 2001. نشط حزبياً في الحزب الجمهوري. وقد انتخب عضو مجلس ولاية ويسكونسن ‏.